# Robert Reusser
Robert Reusser (* 13. Dezember 1945) ist ein ehemaliger Schweizer Radrennfahrer und nationaler Meister im Radsport.

## Sportliche Laufbahn
Im Milk Race 1966 wurde Reusser 16. bei seinem ersten internationalen Einsatz in einem Etappenrennen. 1967 bestritt er mit der Nationalmannschaft die Tour de l’Avenir und belegte den 28. Rang im Endergebnis. In der Internationalen Friedensfahrt 1968 schied er aus. 
1971 gewann er mit der Mannschaft des Vereins RB Brugg (Bruno Hubschmid, Roland Salm, Fritz Wehrli und Robert Reusser) die nationale Meisterschaft im Mannschaftszeitfahren.